# Cronologia da Operação Chumbo Fundido
Cronologia da Operação Chumbo Fundido.

## Linha do tempo

### 2008

#### 27 de dezembro

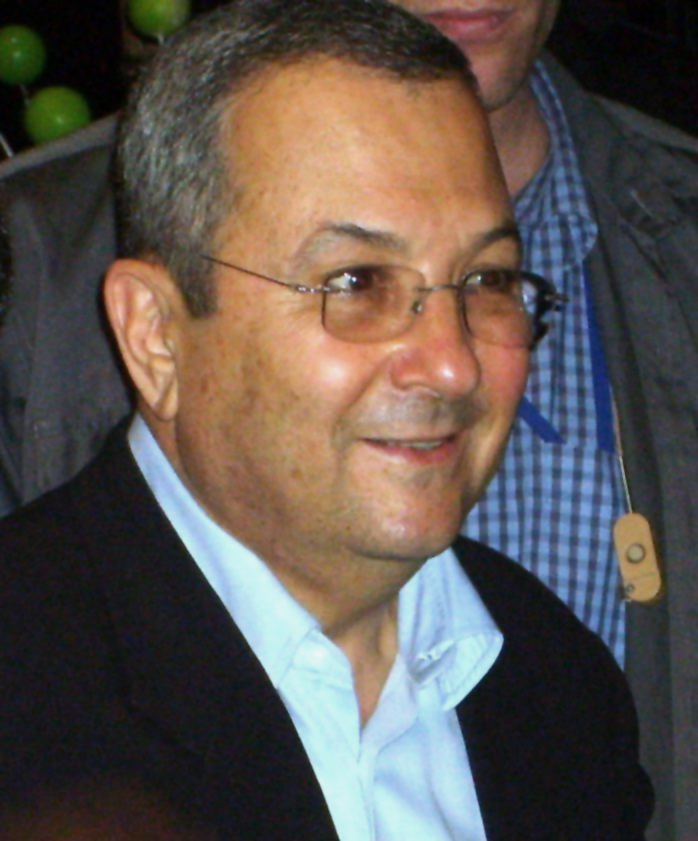
O Ministro da Defesa de Israel, Ehud Barak

Inesperadamente, tem início o ataque aéreo israelense. Em um intervalo de quatro minutos, mais de cem bombas são disparadas contra mais de cem alvos do Hamas. Segundo autoridades israelenses, os bombardeios tiveram como alvo dezenas de prédios do governo e instalações de segurança do Hamas.
Os ataques ocorreram às 11:30 no horário local (9:30 no UTC), um horário pouco usual, quando as pessoas estavam nas ruas.
"Escolher um horário assim, 11h30 da manhã, bombardear os corações das cidades, isso é horrível. Essa escolha tinha a intenção de causar o mais amplo massacre possível", resumiu o Dr Haidar Eid, conferencista da Universidade de Al-Aqsa, diante do grande número de mortos e feridos, inclusive crianças, que tiveram membros amputados.
O governo de Israel alegou que respondia aos ataques com foguetes lançados de Gaza contra seu território. e prometeu que intensificaria a ação caso fosse preciso.
O porta-voz do Hamas, Osama Hamdan, rebateu as afirmações de Israel, falando à CNN: "O Hamas não atirou bombas durante o cessar-fogo. Está muito claro que quem violou o cessar-fogo foram os israelenses. Durante esse período de trégua, eles fecharam todas as barreiras [na faixa de Gaza] e mataram 28 palestinos".

Ismail Haniyeh, o líder do Hamas em Gaza, acusou Israel de ter promovido "uma carnificina" e jurou vingança. Ele também convocou os palestinos para uma terceira Intifada, ou levante, contra o Estado judeu.
Militantes do grupo reagiram e dispararam foguetes Qassam contra o sul de Israel, matando uma pessoa e ferindo outras quatro na cidade de Netivot, de acordo com fontes médicas israelenses.
Ao final do dia, o número de mortos palestinos vítimas do ataque aéreo israelense passava de 200 e os feridos eram mais de 700.
Depois dos ataques, o governo do Egito autorizou a abertura da sua fronteira com Gaza para permitir que os feridos recebessem cuidados médicos. Hospitais egípcios foram colocados em estado de alerta para atender as vítimas dos bombardeios, mas o ministro egípcio de Assuntos Exteriores, Ahmed Aboul Gheit, disse que o Hamas estaria  impedindo a saída dos feridos.
Em uma sessão de emergência, o Conselho de Segurança das Nações Unidas fez um apelo formal pelo fim imediato da violência na Faixa de Gaza, sem, no entanto, mencionar explicitamente o governo de Israel nem o Hamas.

#### 28 de dezembro
Em 28 de dezembro, após o dia mais sangrento na história do território palestino,  os ataques aéreos israelenses prosseguiram na Faixa de Gaza, alvejando o principal centro de segurança do Hamas, a sede de um canal de TV de propriedade do grupo islâmico e até uma mesquita, que, segundo autoridades israelenses, abrigaria militantes palestinos.
Foram também destruídos 40 túneis, construídos pelo Hamas para possibilitar o tráfego de pessoas e a entrada de mercadorias na Faixa de Gaza, submetida a 18 meses de bloqueio. O governo israelense, por sua vez, acusa os palestinos de contrabandear armas e explosivos através da rede de túneis.
O Hamas e testemunhas relataram ataques à Cidade de Gaza, ao campo de refugiados de Jabaliyah, no norte da Faixa de Gaza, e às cidades de Khan Yunes e Rafah. Israel não confirmou oficialmente os ataques. Dez policiais do Hamas foram feridos. Outra ação teve como alvo o edifício do "conselho de ministros" do Hamas, em Gaza.

O governo de Israel alertou que poderia iniciar operações militares por terra na Faixa de Gaza, se os disparos de foguetes contra o sul de Israel não cessassem. Na madrugada do dia 28, havia concentração de tanques e tropas na fronteira entre a Faixa de Gaza e Israel. Pela manhã, o gabinete do governo israelense aprovou a convocação de mais de 6 mil reservistas com o objetivo de apoiar os bombardeios aéreos. De acordo com jornal israelense Haaretz, o número de convocações de reservistas pode aumentar, na maior ofensiva do país desde a Guerra dos Seis Dias em 1967. Enquanto isso, milhares de palestinos tentavam fugir para o Egito, através da fronteira deste país com Gaza e o Egito, ao norte da passagem de Rafah.
No seu encontro semanal com o conselho de ministros, o primeiro-ministro de Israel, Ehud Olmert, disse que seu governo prosseguirá com a ofensiva militar, agindo com "sensatez, paciência e firmeza" até "alcançar os resultados desejados". A ministra das Relações Exteriores israelense, Tzipi Livni, afirmou que a operação foi "um sucesso".
O presidente da ANP Mahmoud Abbas afirmou que os ataques de Israel poderiam ter sido evitados e pediu ao grupo islâmico Hamas que não rompa o cessar-fogo.
Ao mesmo tempo, centenas de palestinos tentavam desesperadamente fugir, cavando buracos no muro que separa o  Egito da Faixa de Gaza.
Eram recebidos com violência pelos guardas de fronteira egípcios. O líder do grupo libanês Hizbollah, xeque Hassan Nasrallah, pediu às autoridades egípcias a abertura da passagem fronteiriça de Rafah.

#### 29 de dezembro

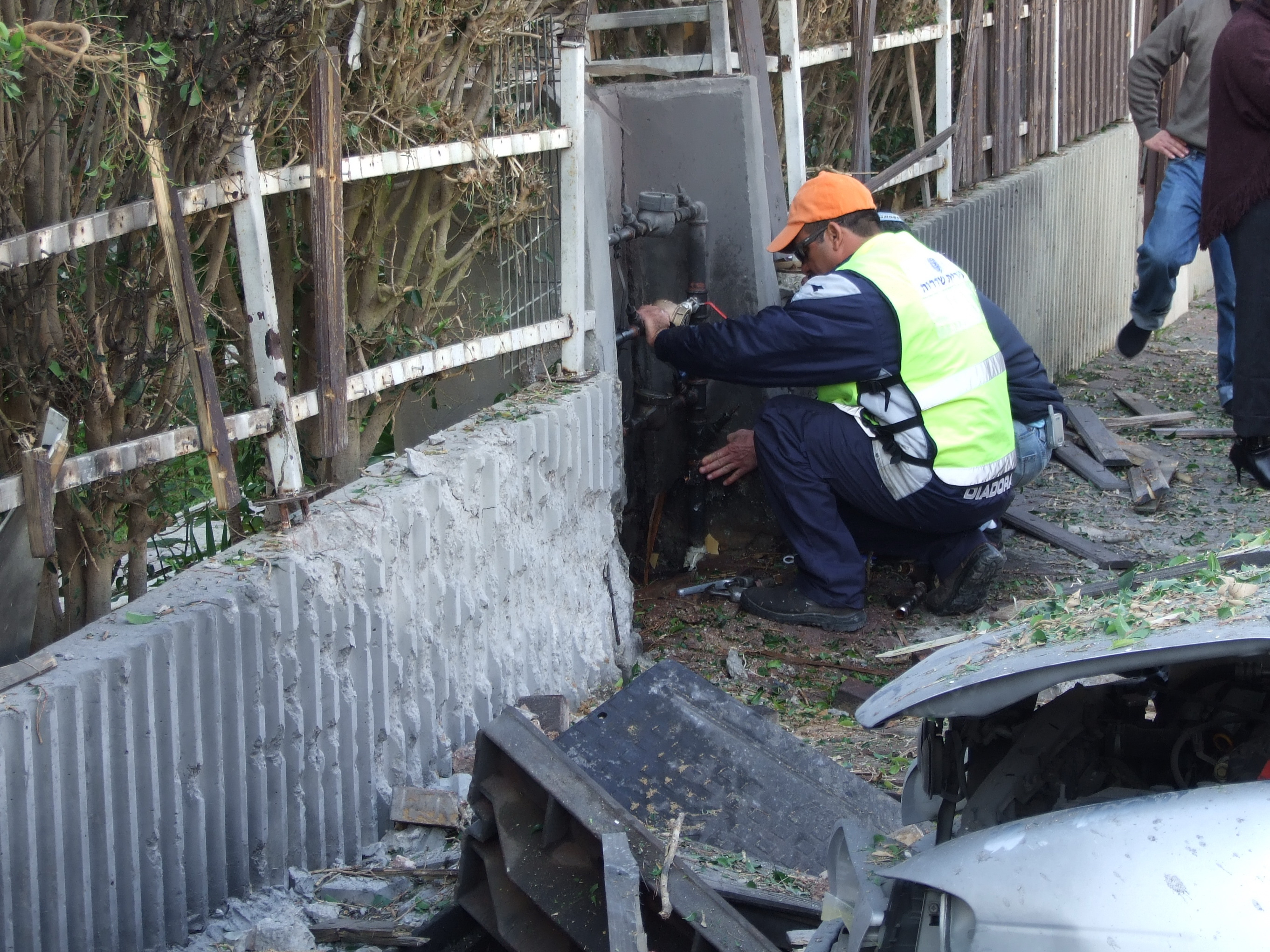
Inspetor supervisiona danos causados pelo Qassam na cidade israelense de Sderot

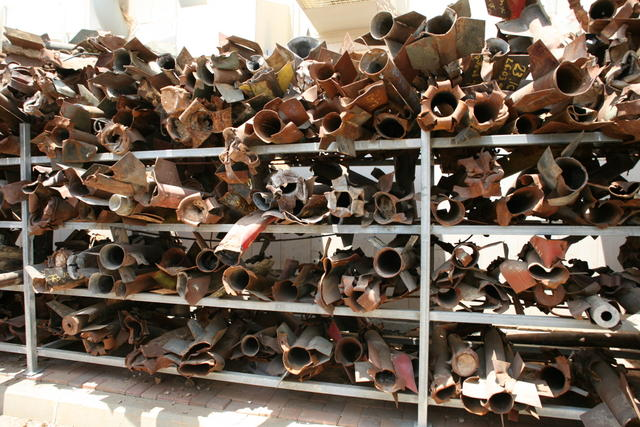
Restos de foguetes Qassam lançados contra Sderot

No terceiro dia consecutivo da operação militar israelense na Faixa de Gaza, a aviação e a marinha bombardearam a Universidade Islâmica de Gaza, considerada um reduto e símbolo cultural do Hamas. Cinco mísseis atingiram o edifício de laboratórios da universidade. Para o Exército de Israel, o local era utilizado na fabricação de foguetes, explosivos e material eletrônico para o Hamas.
Mais tarde, o alvo foi o prédio do Ministério do Interior, que fica em Rafah, que ficou destruído. Outros ataques foram realizados contra repartições públicas, como o escritório do chefe de governo do Hamas em Gaza, Ismail Haniyeh, que permanece escondido. Ainda foram bombardeados os túneis que ligam o território palestino ao Egito, utilizados para trazer suprimentos - e segundo Israel,  armas também - para a zona  bloqueada. Um ataque aéreo deixou quatro membros do grupo Jihad Islâmica mortos, entre eles um de seus principais líderes, Ziad Abu-Tir.
Os ataques israelenses do dia 29 mataram ao menos sete pessoas, quase todos menores ou mulheres. De acordo com Agência das Nações Unidas de Assistência aos Refugiados da Palestina no Próximo Oriente (UNRWA), os três dias de bombardeios fizeram ao menos 57 vítimas civis, entre elas 21 crianças, de um total de 320 pessoas mortas. Em um balanço divulgado por Muauiya Hasanein, chefe dos serviços médicos palestinos em Gaza, as ações militares israelenses em Gaza já mataram ao todo 310 pessoas e deixaram ao menos 1.420 feridos. O oficial da ONU Christopher Gunness declarou à rede de televisão norte-americana CNN que a incursão israelense na Faixa de Gaza criou uma crise humanitária na região, que já estava em situação crítica. Segundo Gunness, "a situação é absolutamente desastrosa" e a UNRWA tem dificuldade de fornecer ajuda médica por causa do bloqueio israelense. O diretor do programa de saúde mental de Gaza, Eyad El Gaza, afirmou que haverá um grande desastre humanitário, caso os ataques não terminem logo.
Segundo informou o Hamas a uma rede de televisão egípcia, o soldado israelense Gilad Shalit, capturado por milicianos palestinos em junho de 2006, teria sido ferido após uma das incursões da Força Aérea Israelense. Mas não foi informado sobre as condições do refém, nem sobre como ele teria sido ferido. Mesmo com uma de suas maiores ofensivas militares, os israelenses não impediram que milícias palestinas ligadas ao Hamas continuassem lançando foguetes contra o sul de Israel, um dos quais matou um israelense e feriu outros sete na cidade de Ascalão, segundo informou a rádio pública do país.
Israel realizava preparativos para uma invasão terrestre de larga escala. Cerca de 6.500 reservistas foram convocados e tropas mantinham posicionamento na fronteira israelense ao norte da Faixa de Gaza. O setor de fronteira de Israel com a Faixa de Gaza foi declarado "zona militar fechada" pelo Exército israelense. O fechamento significa que civis e jornalistas podem ser impedidos de entrar na região. O Ministro da Defesa israelense Ehud Barak disse que as operações devem continuar e poderá ser "aprofundada e ampliada, caso necessário".
Na cidade de Sderot, a mais atingida pelos foguetes Qassam, 500 israelenses (2,5% da população da cidade) estavam entre os signatários de uma petição pelo fim da "Operação Chumbo Grosso" e pela retomada do diálogo com o Hamas.
A chanceler israelense, Tzipi Livni, aparentemente descartou a possibilidade de Israel restabelecer o controle sobre a Faixa de Gaza. "O nosso objetivo não é reocupar a Faixa de Gaza", declarou ao programa "Meet the Press", da rede de televisão norte-americana NBC. Questionada se uma das metas seria derrubar o governo do Hamas em Gaza, Livni respondeu que "não agora". Já o vice-primeiro-ministro israelense, Haim Ramon, afirmou que o objetivo da ofensiva seria derrubar o Hamas em Gaza.
Um ministro de Estado do Senegal declarou que o líder do Hamas Khaled Meshaal estaria disposto a assinar um novo cessar-fogo para colocar fim aos ataques israelenses e ao bloqueio na Faixa de Gaza.
O governo do Egito declarou que o ditador do país, Hosni Mubarak, há 27 anos no poder, tentava obter um cessar-fogo e uma nova trégua entre as partes beligerantes. O governo egípcio é freqüentemente acusado,  de cumplicidade com Israel, tanto pelo Hamas, como pelo Hezbollah e pela oposição ao regime de Mubarak.

#### 30 de dezembro

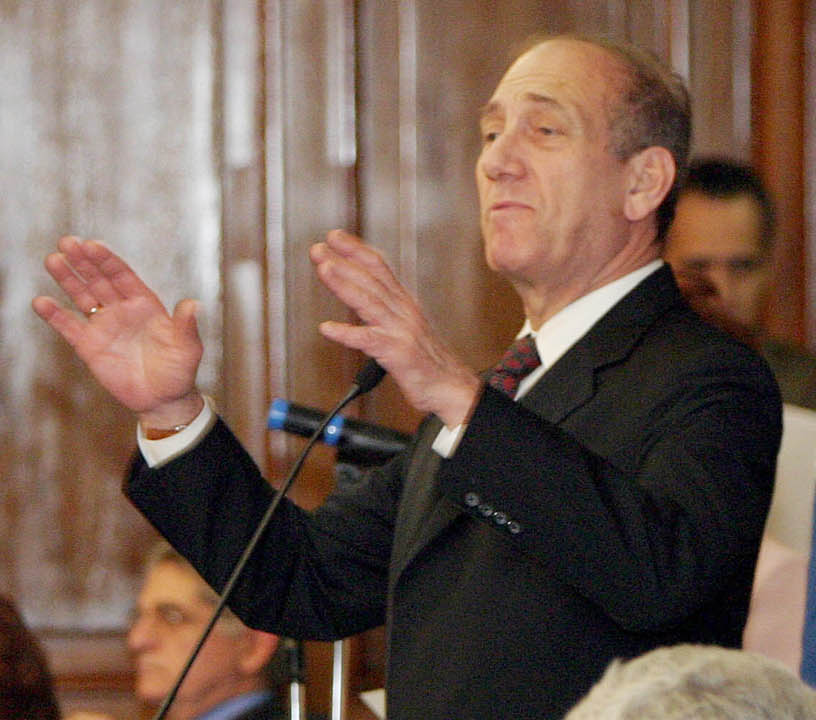
O primeiro-ministro de Israel, Ehud Olmert

No quarto dia da ofensiva militar israelense, aviões e navios de guerra dispararam contra prédios do governo do Hamas e instalações de segurança. A força aérea israelense também lançou um ataque à casa de um dos maiores líderes do Hamas, Abdel-Karim Jaber, em um campo de refugiados em Jabaliya.
As forças terrestres israelenses se agrupavam na fronteira com Gaza, ainda à espera de uma iminente ordem para invadir o território controlado pelo Hamas.
Um barco da ONG "Free Gaza Movement", que saiu do Chipre em direção à Faixa de Gaza com ajuda humanitária, foi detido pela marinha israelense e obrigado a se dirigir ao Líbano.
O número de mortos entre os palestinos chegava a 380 pessoas e o de feridos a 1700. As milícias palestinas continuaram a disparar foguetes Qassam, fazendo mais duas vítimas - um civil na localidade de Asdode e um sargento israelense na região de Nahal Oz.
Israel rejeitou qualquer possibilidade de trégua com o Hamas na Faixa de Gaza sem que antes cessassem os disparos de foguetes na região de fronteira. O ministro do Interior israelense, Meir Sheetrit afirmou que "não há espaço para um cessar-fogo" com o Hamas antes que a ameaça dos disparos de foguetes seja removida. O governo de Israel disse que seus ataques aéreos, os mais violentos nas últimas quatro décadas, anunciam "longas semanas de ação militar". Os militares israelenses "prepararam-se para longas semanas de ação", acrescentou Matan Vilnai, vice-ministro da Defesa. O primeiro-ministro Ehud Olmert afirmou que o bombardeio era apenas "a primeira de várias etapas" na operação israelense na Faixa de Gaza e, e um assessor de Olmert disse que "Gaza não está passando por uma crise humanitária".
Mais tarde, o ministro da Defesa Ehud Barak informou que recomendará ao premiê israelense a concessão de uma trégua de 48 horas ao Hamas, em uma iniciativa diplomática que evitaria o iminente ataque terrestre ao território palestino.
Já um porta-voz do Hamas pediu que grupos palestinos respondam usando "todos os meios disponíveis" contra Israel, incluindo "operações de martírio", ou seja, atentados suicidas.
O líder do partido Likud, Benjamin Netanyahu, falando como candidato a primeiro-ministro na eleição de 10 de fevereiro de 2009, declarou que um governo sob sua liderança utilizaria "todos os meios necessários" para pôr fim ao governo do Hamas na Faixa de Gaza.
O governo dos Estados Unidos e representantes da União Europeia apoiavam Israel e cobrvaam do Hamas a aceitação de um cessar-fogo imediato, para poupar mais vítimas. O ministro britânico de Assuntos Exteriores, David Miliband, ponderou que o Hamas não será derrotado pela via militar e defendeu uma solução política para a situação.
A Organização das Nações Unidas pediu uma trégua imediata. Já o relator especial das Nações Unidas para os Direitos Humanos nos Territórios Palestinos, Richard Falk, declarou "estar chocado" com a inércia dos países do Ocidente em relação à ação israelense e disse que as forças de Israel usam "armamentos modernos contra uma população indefesa, atacando uma população que já vem enfrentando um bloqueio severo por muitos meses e ignorando a possibilidade do restabelecimento de um cessar-fogo, que a liderança do Hamas havia proposto". Disse ainda que o bloqueio isralense viola os deveres mais fundamentais de um poder de ocupação: "primeiro, de não punir coletivamente a população civil, e, segundo, de garantir que a população do território ocupado tenha suprimentos de alimentos e medicamentos suficientes".

#### 31 de dezembro

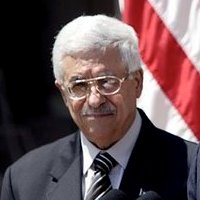
O presidente da Autoridade Nacional Palestina, Mahmoud Abbas

No quinto dia de ações militares, aviões israelenses voltaram a bombardear prédios do governo do Hamas, na cidade de Gaza, atingindo as instalações do Ministério do Interior e o escritório do líder do movimento palestino, Ismail Haniyeh. Os caças israelenses também continuaram a bombardear os túneis usados para a passagem de mercadorias na fronteira entre Gaza e Egito.
A ofensiva de Israel na Faixa de Gaza teria destruído um terço do arsenal do Hamas, segundo uma fonte do serviço de inteligência israelense. A facção palestina ainda teria cerca de 2 mil dos 3 mil foguetes de que dispunha na véspera dos ataques e teria lançado ao menos 20 foguetes e morteiros contra o sul de Israel - alguns dos quais  atingiram Bersebá, a 40 quilômetros da fronteira, na maior penetração desse tipo de arma em território israelense.
Israel rejeitou uma proposta apresentada pelo ministro do Exterior da França, Bernard Kouchner, para uma trégua de 48 horas. O cessar-fogo temporário teria como objetivo permitir a entrada de ajuda humanitária na região do conflito. "A proposta feita pelo ministro das Relações Exteriores da França para um cessar-fogo unilateral e temporário não é útil e é evidente que o Hamas não vai parar de lançar foguetes sobre Israel", afirmou um oficial israelense. O primeiro-ministro israelense Ehud Olmert disse que a ofensiva militar continuará "até que todos os objetivos sejam alcançados".
Em visita a um abrigo antibomba público, em Ascalão, o presidente israelense Shimon Peres declarou que Israel não aceitará a "faixa do terror", referindo-se ao controle de Gaza pelo Hamas, considerado pelo Estado judeu como uma "organização terrorista".
O presidente da Autoridade Nacional Palestina, Mahmoud Abbas, mantinha-se alinhado aos países do Ocidente, aliados de Israel. Abbas lidera o movimento Fatah, rival do Hamas
Já o ministério das Relações Exteriores da Rússia disse que o principal líder do Hamas, Khaled Meshaal, estaria disposto a suspender os ataques se Israel levantar o bloqueio à Faixa de Gaza. O dirigente do movimento palestino também manifestou desejo de retomar diálogo com o Fatah, ao qual pertence o presidente da Autoridade Nacional Palestina Mahmoud Abbas.

### 2009

#### 1 de janeiro
As forças israelenses lançaram novos ataques contra prédios do governo do Hamas, na Faixa de Gaza, no sexto dia da grande ofensiva militar de Israel. Pelo menos cinco palestinos morreram e dezenas ficaram feridos nos bombardeios. O Parlamento e o Ministério da Educação estão entre 20 alvos escolhidos pelas forças naval e aérea, por serem considerados componentes fundamentais da infra-estrutura dos grupos terroristas em Gaza, segundo informou o Exército israelense. As  forças israelenses também atacaram, a partir do mar, um centro de operações policiais em Rafah e um imóvel das autoridades litorâneas do Hamas, próximo da Cidade de Gaza. Foram também destruídos mais cinco túneis subterrâneos, na fronteira entre Gaza e o Monte Sinai.
Em ataque aéreo a um campo de refugiados, no norte da Faixa de Gaza, Nizar Rayan, um dos principais líderes do Hamas, foi morto.
Enquanto isso, as milícias palestinas continuaram lançando seus foguetes contra o sul de Israel, em um raio de até 40 quilômetros da fronteira, atingindo cidades na região de Eshkol e Bersebá, mas não houve vítimas.
Em comunicado, o Hamas anunciou que aceita as propostas feitas pela União Europeia para instaurar uma trégua humanitária com Israel. "O Hamas aceita esta iniciativa desde que a agressão israelense acabe, desde que o bloqueio seja retirado, que todos os pontos de passagem sejam abertos e que tenhamos garantias internacionais de que o ocupante não voltará a começar esta guerra terrorista"..
O primeiro-ministro Ehud Olmert amenizou o tom e afirmou que Israel não tem interesse em uma guerra prolongada na faixa de Gaza. "Nós não queremos prolongar a guerra, mas não temos medo de fazê-lo. Nós não queremos usar todo nosso poder, mas o faremos se for necessário". Segundo o jornal israelense Haaretz, as Forças de Defesa israelenses recomendaram que uma saída diplomática seja planejada, ao mesmo tempo que propuseram ao governo do seu país "uma ampla, mas breve", ofensiva terrestre no território palestino.
Em reunião de urgência sobre o Oriente Médio, os países-membros do Conselho de Segurança da ONU não chegaram a um acordo sobre o projeto de resolução apresentado pela delegação líbia, em nome dos países árabes, pedindo o fim imediato das operações militares israelenses na Faixa de Gaza. O texto foi rejeitado pelas potências ocidentais, que o consideraram desequilibrado, por não definir as responsabilidades do Hamas.

#### 2 de janeiro

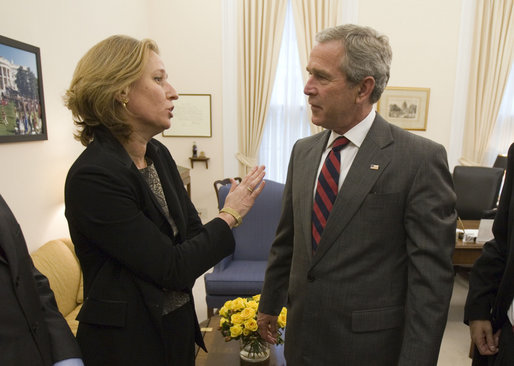
A ministra das Relações Exteriores de Israel, Tzipi Livni, com o então presidente norte-americano, George W. Bush

As autoridades israelenses permitem que aproximadamente 450 palestinos, detentores de passaportes estrangeiros, deixem a Faixa de Gaza. Segundo observadores, trata-se de uma indicação da iminência de uma ação militar terrestre..
No mesmo dia, os Estados Unidos dão sinal verde a Israel, para que realizem operações militares por terra.

#### 3 de janeiro
No oitavo dia de ofensiva, aviões da Força Aérea Israelense (IAF) ampliaram os bombardeios a alvos do norte do território palestino. A IAF bombardeou mais de 40 alvos. Um destes ataques matou Mamduk Jamal, comandante do braço armado do Hamas. Os ataques da artilharia israelense também atingiram uma mesquita na cidade de Beit Lahiya. Fontes palestinas afirmam que ao menos 16 civis, incluindo crianças, morreram no ataque, sendo outros 60 ficaram feridos. Cerca de 200 estvam rezando na mesquita Ibrahim al Maqadna, no campo de refugiados de Jabaliya (norte da Faixa de Gaza) quando foram atingidos, segundo fontes médicas palestinas. ref name="IG-ATAQUE-ISRAEL-MESQUITA-JABALYIA">Pelo menos 16 palestinos mortos em ataque israelense contra mesquita em Gaza - IG, 3 de janeiro de 2009</ref> Para Israel, o Hamas costuma usar esses edifícios como postos de comando e base para armamentos. Mais tarde, unidades de artilharia de Israel já haviam atacado pela primeira vez hoje alvos em Gaza.
Pela noite e início da madrugada do dia 4 (no tempo local), tropas e tanques israelenses iniciaram a ofensiva terrestre na Faixa de Gaza.
Segundo o exército israelense, objetivo da operação por terra seria "dar um duro golpe no Hamas" e advertiu que "qualquer pessoa que esconder armas ou um terrorista em sua casa será considerada um terrorista". As forças israelenses pretendem destruir o que restar da infra-estrutura do Hamas em Gaza, capturar militantes e ocupar os postos de onde são lançados foguetes qassam em direção ao território de Israel.
Testemunhas palestinas informaram que a primeira morte causada pela ofensiva terrestre israelense foi de um menino de 11 anos, atingido pelo disparo de um tanque de guerra, que teria ferido 11 outras pessoas. O projétil lançado pelo tanque caiu sobre uma casa no bairro de Zeitun, no leste de Gaza, informou o chefe dos serviços de urgência locais, Muawiya Hassanein. Outro disparo de tanque deixou vários feridos em Beit Lahya. A emissora de TV israelense "Canal 2" informou que dezenas de milicianos palestinos morreram nos primeiros confrontos com soldados de Israel. Já o Hamas afirmou em comunicado que matou durante confrontos diversos soldados das tropas terrestres israelenses.
O ministro da Defesa israelense, Ehud Barak, afirmou que a incursão militar "não será fácil nem será curta" e também confirmou uma "ordem de mobilização urgente de milhares de reservistas" por conta da ofensiva terrestre. Em comunicado, o exército israelense afirmou as tropas foram "bem treinadas" e preparadas para a ofensiva terrestre durante "um largo período de tempo". A frente da operação está o general Yoav Galant. A chanceler Tzipi Livni afirmou esperar "que os resultados dessa operação tragam alguma paz por um longo tempo. No momento em que eles dispararem, nós responderemos com muita força" e acrescentou que seriam necessárias "várias operações" em Gaza.
O principal líder do Hamas, Khaled Meshaal, havia dito que "um sombrio destino pode estar esperando pelos soldados de Israel caso tomem a decisão de entrar em Gaza".
O Comitê Internacional da Cruz Vermelha (CICV) denunciou que o governo de Israel impediu pelo segundo dia consecutivo a entrada em Gaza de uma de suas equipes médicas, apesar de ter informado com antecipação as autoridades de sua chegada. A organização humanitária também disse que o cruzamento de fronteira de Erez (entre Gaza e Israel) foi aberto para outros trabalhadores humanitários e para estrangeiros que desejavam abandonar o território palestino. O CICV, que permaneceu em Gaza desde o início dos ataques, ainda que os hospitais seguem reportando a chegada de novas vítimas, incluindo crianças. O corpo de socorro de outra organização, o Crescente Vermelho da Palestina, anunciou que, entre a tarde dos dias 2 e 3 de janeiro, suas ambulâncias transportaram os corpos de nove crianças mortas.
O Conselho de Segurança das Nações Unidas convocou uma reunião urgente para a discutir a situação de Gaza após a invasão terrestre de Israel. O Departamento de Estado dos Estados Unidos comunicou que a ação militar israelense deve ser "cuidadosa no que diz respeito às consequências para a população civil" e ainda que a população local é refém do grupo Hamas no território.

#### 4 de janeiro
De manhã, forças israelense abriram fogo contra uma zona comercial na Cidade de Gaza, provocando um número ainda não determinado de mortos e feridos, pois as ambulâncias têm dificuldades para chegar às vítimas.
O presidente de Israel, Shimon Peres, voltou a rejeitar uma interrupção nos ataques a Gaza. "Queremos acabar com o terrorismo. E o Hamas precisa de uma lição real e séria. E agora eles estão tendo essa lição, " disse ele, ao programa "This Week", da ABC News.
Tanques e blindados israelenses se posicionaram de ambos os lados da Faixa de Gaza, em dois eixos: entre a passagem de Karnie o Mediterrâneo, e na área de Morag, entre Khan Yunis e Rafah, no sul, cortando a Faixa de Gaza em três. e cercando a cidade de Gaza, que ficou praticamente isolada do sul do território.  A cidade de Beit Hanoun também foi cercada.
Os combates se deslocaram do norte do território em direção a áreas mais populosas no oeste. De acordo com membros do Hamas e testemunhas, os principais combates estão ocorrendo em cinco áreas: a leste do campo de refugiados de Jabaliya; em Zeitoun, a leste da Cidade de Gaza; na rodovia costeira próxima ao antigo assentamento judaico de Netzarim, ao sul da Cidade de Gaza; no centro de Gaza e nas proximidades da cidade de Khan Younis, no sul.
Além de mesquitas e residências, houve ataques também contra o principal mercado da região, na Cidade de Gaza - elevando acima de 500 o número de palestinos mortos desde o início da ação de Israel, que registrou cinco mortes no mesmo período.
Segundo o Ministério da Saúde palestino, 509 palestinos, a maioria civis, foram mortos desde o início dos ataques israelenses. A invasão terrestre já resultou em 70 palestinos mortos, incluindo 21 crianças, segundo o ministério.
Chris Gunness, da agência humanitária da ONU relatou que pacientes com ferimentos não-letais -incluindo gente que teve membros decepados durante os ataques—eram mandados de volta para casa por falta de leitos e médicos em Gaza, cujas autoridades contabilizaram 64 civis mortos pela ação terrestre, que destruiu casas, motivando centenas de desabrigados a buscarem ajuda da ONU.
Diversos blecautes deixaram a maior parte da Faixa de Gaza no escuro. Na Cidade de Gaza, moradores contaram que a investida terrestre piorou as já combalidas operações de linhas elétricas, cabos telefônicos, saneamento básico e abastecimento de água.  Falta comida. As famílias estão sem luz e sem gás de cozinha há uma semana e têm dormido no frio, pois as janelas da residência foram destruídas pelos bombardeios. Antes da invasão, bombardeios israelenses, sob alegação de visar alvos do Hamas, atingiram prédios e infraestrutura públicos dos palestinos. A empresa que opera os telefones na faixa de Gaza alertou que a região pode perder contato com o mundo exterior em razão dos ataques, destacando que 90% do serviço de telefonia celular já parou.
Segundo a BBC, o envio de suprimentos médicos aos hospitais foi interrompido. A organização de ajuda humanitária Oxfam também teve que suspender seus trabalhos, mantendo apenas auxílio médico emergencial, devido à falta de suprimentos. O exército israelense restringia a movimentação de ambulâncias. Um médico e dois paramédicos foram mortos.
Na Cisjordânia, houve novos protestos violentos contra a ofensiva israelense e um palestino foi morto a tiros por tropas israelenses que enfrentaram manifestantes, perto da cidade de Qalqilya. Como Israel continua impedindo a entrada de jornalistas estrangeiros na Faixa de Gaza, muitos relatos não podiam ser confirmados.

#### 5 de janeiro
Gaza foi cercada e dividida em três partes sem comunicação entre si, dificultando o trabalho das agências humanitárias.
O número de civis atingidos aumentou muito desde o início da ofensiva por terra. Não há também sacos de cadáveres suficientes. Israel deixou passar um caminhão com ajuda humanitária e 200 mil litros de combustível, mas o fornecimento não chegou ao outro lado, em função dos incessantes ataques do Exército israelense.
Cinco das oito linhas que fornecem eletricidade à Faixa, proveniente de Israel e do Egito, foram destruídas, assim como a única central elétrica da Faixa, cortando 75% da provisão de energia da área. Como a grande maioria de poços funciona com bombas elétricas, também não há água.
Segundo o jornal The Guardian, pelo menos dez crianças morreram nos confrontos enquanto as forças israelenses buscavam membros do Hamas em uma operação casa a casa. Funcionários do setor de saúde de Gaza estimavam que 2700 pessoas haviam ficado feridas desde o início da ofensiva israelense. Até então, tinham sido registradas 540 mortes.
Ao anoitecer, os soldados israelenses tentavam capturar um morro com vista para o campo de refugiados Jabaliya, que já era um alvo preferencial da artilharia e da aviação de Israel.
Diplomatas e líderes mundiais seguiram para a região, a fim de trabalhar pelo fim da violência, em encontros com líderes israelenses. A chanceler de Israel, Tzipi Livni, rejeitou propostas da Europa de permitir a presença de observadores internacionais na Faixa, após um eventual cessar-fogo. Na ONU, países árabes redigiam uma resolução - com poucas perspectivas de aprovação - que exige um fim imediato à "agressão israelense."

#### 6 de janeiro
No 11º dia de bombardeios israelenses, duas escolas administradas pela ONU foram atacadas. No primeiro ataque, ao menos três palestinos morreram e no segundo ataque o número de vítimas passou de 40, incluindo trabalhadores da UNRWA (Agência das Nações Unidas de Assistência aos Refugiados da Palestina no Próximo Oriente), estudantes e refugiados. A porta-voz da organização, Elena Mancusi, informou que este não foi o primeiro ataque a instalações da ONU. A segunda escola atingida estava na mira de soldados israelenses, segundo  John Ging, diretor de operações em Gaza da UNRWA.

"Nossas instalações de saúde, escolas ou armazéns são conhecidas pelas forças israelenses - para prevenir ataques do ar ou incursões. Eles sabiam que era um abrigo. Este foi um ataque contra uma instalação da ONU", acusa Mancusi.
Mais de 600 palestinos morreram e outros 2,9 mil ficaram feridos desde o início da ofensiva israelense. De acordo com o Comitê Internacional da Cruz Vermelha, a situação na Faixa de Gaza é qualificada como uma "crise humanitária plena do tipo mais grave" e a vida das pessoas no território invadido se tornou intolerável depois de dez dias de combates ininterruptos, sendo necessário fazer muito mais para proteger os civis. "As informações que tivemos é que na noite passada ocorreram os bombardeios e operações militares mais intensas. As pessoas passaram a noite em um único quarto, com muito medo, com medo de deixar seus filhos irem ao banheiro, apenas porque querem sobreviver", afirmou Pierre Krahenbuhl, chefe de operações da organização.
O presidente francês, Nicolas Sarkozy, dando continuidade à sua visita ao Oriente Médio, pediu formalmente ao presidente sírio,Bashar al-Assad, que pressione o Hamas, visando o retorno da calma.
Tanques israelenses, apoiados por helicópteros, abriram fogo contra Khan Yunes, a maior cidade do sul da Faixa de Gaza, considerada reduto do Hamas. Os palestinos revidaram os ataques. Trinta membros do Hamas foram mortos, segundo a única emissora da TV local que retransmite os combates, a Ramattan TV.
O Ministério de Relações Exteriores da Venezuela anunciou que o ditador do país Hugo Chávez, mandou expulsar o embaixador israelense no país, Shlomo Cohen e outros membros dessa delegação diplomática, como protesto pelas mortes causadas em Gaza pela invasão israelense, através do Ministério de Relações Exteriores venezuelana: "O governo da República Bolivariana da Venezuela decidiu expulsar o embaixador de Israel e parte do pessoal da embaixada de Israel na Venezuela, reafirmando sua vocação para a paz e a exigência de respeito ao direito internacional". No documento, a Venezuela ainda acusa Israel de praticar "terrorismo de Estado" e de violar o direito internacional com a ofensiva em Gaza.
Uma partida que seria disputada em Ancara, na Turquia, válida pela Euroliga (a principal competição entre clubes de basquete da Europa) foi cancelada. A equipe da casa, Turk Telekom, enfrentaria o clube israelense Bnei Hasharon. Devido às manifestações no ginásio, os juízes decidiram cancelar a partida e os jogadores voltaram para o vestiário depois de as pessoas começaram a gritar 'Israel, assassinos'. Pelo menos um torcedor foi visto jogando o sapato na quadra.

#### 7 de janeiro

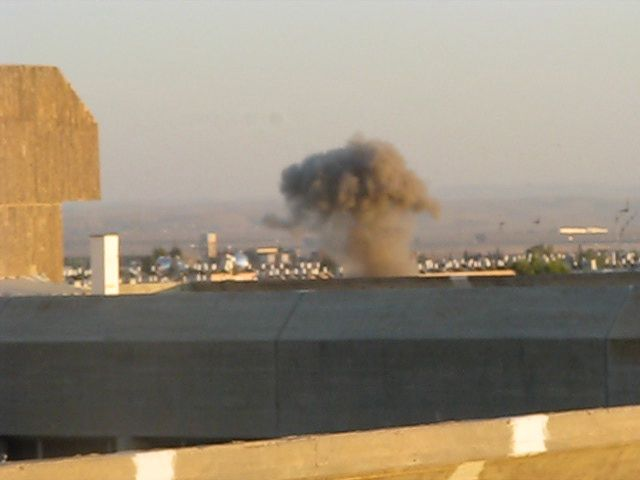
Foguete atinge Bersebá, Israel, em 7 de janeiro de 2009

A Força Aérea de Israel atacou cidades no sul da Faixa de Gaza, em uma tentativa de acabar com os túneis na região que permitem o contrabando de armamentos e outros produtos vindos do Egito. Antes dos bombardeios, israelenses que vivem próximos à região afirmaram que o Exército de Israel lançou panfletos ordenando a retirada dos moradores da área. Militantes palestinos lançaram ao menos 14 foguetes contra o sul de Israel.
Israel adiou a decisão sobre ordenar ou não a suas forças armadas que invadam os centros urbanos ou outras áreas densamente povoadas da Faixa de Gaza, disse um funcionário israelense, citando os esforços liderados pelo Egito e a França para obter uma trégua com o Hamas. Até esse dia, sete soldados israelenses morreram, que já deixou mais de 700 palestinos mortos, mais de um quarto dos quais civis. No mesmo período, os foguetes palestinos mataram quatro civis israelenses. Agências de ajuda denunciaram a crise enfrentada pelos 1,5 milhão de palestinos que vivem em Gaza, onde falta comida, remédios e energia elétrica para enfrentar o frio.
O embaixador egípcio nas Nações Unidas garantiu que representantes de Israel e do grupo palestino Hamas concordaram em se encontrar para uma reunião mediada pelo governo do Egito, no Cairo.
Mas a proposta de trégua apresentava lacunas. Primeiro, a trégua imediata na Faixa de Gaza por um período que permita ao governo do Egito negociar um acordo de cessar-fogo duradouro: Israel rejeita cessar-fogo formal porque, alega, fortaleceria o Hamas, Tzipi Livni já afirmou que pretende "derrotar" o grupo e o acordo é entre Israel e Autoridade Nacional Palestina, sem especificar o Hamas, alvo principal da ofensiva de Israel ao território, como interlocutor legítimo. Segundo, sobre o fim do bloqueio econômico imposto por Israel ao território e abertura das passagens à ajuda humanitária: a principal reivindicação do Hamas é o controle das passagens do lado de Gaza, que na proposta egípcia ficaria, porém, com a ANP, presidida pelo Fatah, rival do Hamas, que dificilmente a aceitaria. Terceiro, o envio de uma força internacional para monitorar fronteira entre a Faixa de Gaza e o Egito, por onde entram os armamentos utilizados pelo Hamas: é a principal reivindicação de Israel, que deseja forças armadas para o monitoramento, mas a opção é vista com desconfiança por Egito (que vê potencial ameaça a sua soberania) e também rejeitada pelo Hamas, além de não especificar quem policiará a fronteira (especula-se que a Turquia). Por fim, sobre um possível encontro entre Israel e grupos palestinos para discutir as razões da atual crise e meios de prevenir novos conflitos: um esforço diplomático para reaproximar os grupos palestinos e a ANP em novembro fracassou, com acusações do Hamas de parcialidade do Egito.

#### 8 de janeiro
Dezenas de tanques israelenses, apoiados por helicópteros, entraram, de madrugada, no sul da Faixa de Gaza, pelo ponto de passagem de Kissufim, e seguiram para a cidade de Khan Yunis. Paralelamente, aviões israelenses atacaram a cidade de Rafah, também no sul do território palestino, bombardeando uma casa e um suposto túnel na zona da fronteira com o Egito. Mais cedo, o exército israelense havia lançado milhares de folhetos ordenando a evacuação aos residentes da região de Rafah. Pelo menos duas dezenas de mísseis israelenses foram notificados, matando pelo menos 4 palestinos e ferindo pelo menos 22.
Funcionários da Organização das Nações Unidas disseram que pelo menos um civil - um motorista palestino, que dirigia um caminhão integrante de um comboio de ajuda humanitária da ONU - foi morto após ser atacado pelas forças israelenses. A agência da ONU para os refugiados palestinos (UNRWA) anunciou a suspensão de todas as atividades humanitárias, depois do ataque ao comboio pelo Exército israelense.
Israel anunciou a morte de dois soldados, elevando o número total de soldados mortos para oito, desde o início da Operação Chumbo Fundido. Um capitão foi morto durante uma troca de tiros e um soldado foi levemente ferido. No mesmo dia um major morreu perto da passagem de Kissufim, atingido por um míssil antitanque palestino, quando entrava com seu grupo em um edifício na area central de Gaza. Um sargento  também foi morto, aparentemente por atiradores palestinos, no norte de Gaza.
Três foguetes Katyusha, vindos do território do Líbano, foram lançados em direção à cidade israelense de Nahariyya, ferindo dois civis. Nenhum grupo assumiu a autoria pelo ataque, mas Israel desconfia que a ação tenha sido cometida por militantes palestinos que vivem no sul do território libanês.
O Comitê Internacional da Cruz Vermelha fez severas críticas ao Exército de Israel, afirmando que os soldados israelenses não têm prestado socorro aos feridos durante a ofensiva e tampouco permitem o pronto acesso de ambulâncias às áreas atingidas. "O CICV acredita que, neste caso, os militares israelenses deixaram de cumprir sua obrigação, segundo o direito humanitário internacional, de cuidar dos feridos e retirá-los. O CICV considera inaceitável a demora em autorizar o acesso dos serviços de resgate." 
A Anistia Internacional acusou o Israel e o Hamas de colocarem em risco a vida da população civil palestina, usando-a "como escudo humano".

#### 9 de janeiro
Os principais países árabes e as potências ocidentais chegaram a um consenso por uma resolução da Organização das Nações Unidas que reivindica um cessar-fogo imediato e prolongado entre o Hamas e o Exército de Israel na Faixa de Gaza. O documento foi encaminhado ao Conselho de Segurança da organização e aprovado pelo mesmo.
Antes da votação, o primeiro-ministro Ehud Olmert telefonou para o presidente norte-americano, George W. Bush, para pedir que a secretária de Estado Condoleezza Rice se abstivesse. Já o premiê Ehud Olmert rejeitou a resolução, afirmando que "Israel nunca esteve de acordo em que terceiros determinem seu direito de defender sua cidadania" e que a ofensiva na Faixa de Gaza continuará até que o exército "complete as missões". Um enviado do Hamas ao Líbano afirmou à imprensa que o grupo também rejeita a proposta, por não atender a suas exigências.
Em mais um dia de ataques, ao menos dez palestinos morreram durante os bombardeios aéreos e navais israelenses a pelo menos 30 alvos na Faixa de Gaza. Antes de iniciar um cessar-fogo temporário de três horas para a passagem de caminhões com ajuda humanitária, os aviões israelenses lançaram mísseis próximo à Cidade de Gaza e, segundo testemunhas palestinas, os navios israelenses também bombardearam alvos. Um dos bombardeios aéreos, segundo o jornal israelense "Haaretz", matou dois militantes do Hamas e um homem não identificado. Outro destes ataques matou uma ucraniana e seu filho de dois anos mortos, tornando-se a primeira vítima estrangeira da grande ofensiva israelense. Na cidade de Beit Lahiya, no norte de Gaza, médicos disseram que tanques de Israel atacaram uma casa, matando sete palestinos da mesma família, incluindo uma criança.
Já militantes do Hamas contra-atacaram com o lançamento de ao menos 25 foguetes contra o sul do território israelense que deixaram ao menos um israelense ferido. Dois dos morteiros, segundo o "Haaretz", feriram um israelense e danificaram um edifício em Eshkol. Outros dois foguetes tipo Qassam atingiram áreas abertas de Sderot. O ataque, segundo o jornal israelense "Jerusalem Post", não deixou feridos e nem causou danos materiais. Outros sete foguetes tipo Grad atingiram áreas abertas perto de Bersebá, quatro atingiram a área de Ascalão e outro caiu na região de Merhavim. Ninguém ficou ferido nos ataques.
A Organização das Nações Unidas divulgou relatório no qual indica que 257 crianças e 60 mulheres palestinas morreram e 1.080 ficaram feridas durante os 14 dias da ofensiva israelense contra alvos do Hamas. No total, ao menos 760 palestinos e dez soldados israelenses morreram.

#### 10 de janeiro

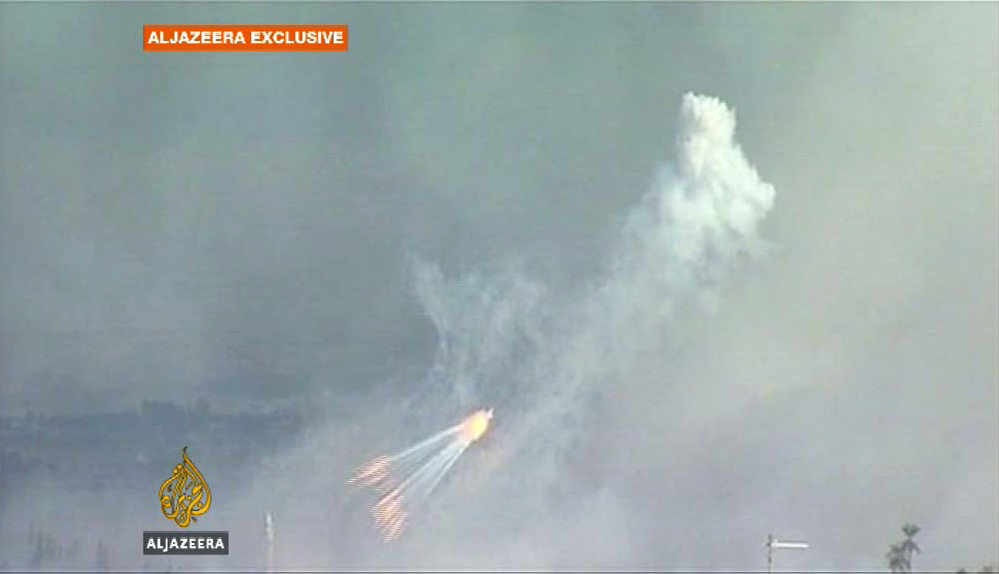
Organizações de direitos humanos dizem que Israel utilizou ilegalmente fósforo branco em ações militares em Gaza

A Human Rights Watch fez uma denúncia de que as forças de Israel estariam usando munição com fósforo branco nas operações militares na Faixa de Gaza. Fontes médicas palestinas também acusaram militares israelenses de disparar munição de fósforo branco contra um povoado. O governo israelense desmentiu as acusações veementemente. Apesar de não haver um tratado internacional que proíba esta arma incendiária, sua utilização é muito controversa. Ela é permitida para iluminar o campo de batalha, criando nuvens de fumaça. Mas seu uso deve se restringir a locais distantes de áreas civis - apesar de haver um debate sobre seu uso em áreas habitadas, que muitos consideram proibido pela Convenção de Armas Químicas de 1997. O fósforo branco é um agente tóxico, e a exposição a esta substância pode ser fatal. Ele pode provocar graves queimaduras e danificar o fígado, o coração e os rins.
O Exército israelense fechou as entradas de ajuda humanitária para Gaza devido ao Shabat, dia santo judeu, dando continuidade à ofensiva militar. A ONU planejava retomar seus comboios para Gaza, depois de interromper suas atividades por 24h, após a morte de um dos seus motoristas em um bombardeio israelense. Um tanque israelense abriu fogo e matou oito membros de uma mesma família em Jebaliah, no norte de Gaza, informaram fontes médicas locais, acrescentando que todos os mortos são civis. Outras 15 pessoas, entre elas sete civis, morreram durante os bombardeios da madrugada. Os ataques deixaram também vinte feridos e destruíram sete edifícios em Jebaliah e na Cidade de Gaza, segundo testemunhas. Depois dos últimos ataques, o balanço de vítimas está em 820 mortos - um quarto deles civis - e mais de 3.300 feridos. Panfletos lançados no sábado também pela aviação israelense e mensagens telefônicas feitas em árabe pediam aos moradores de Gaza que ficassem distantes de locais ligados ao Hamas, afirmando que as Forças de Defesa Israelenses (IDF, na sigla em inglês) não estão atacando palestinos civis, mas "apenas o Hamas e terroristas".
As milicias palestinas, por sua vez, lançaram pelo menos oito foguetes contra Israel - quatro deles contra a cidade de Ascalão e o restante contra comunidades rurais -, ferindo três pessoas, segundo fontes do Exército de Israel. No final do dia, o exército israelense divulgou ainda que matou Amir Mansi, líder do Hamas que comandava o sistema de lançamento de foguetes de longo alcance contra Israel. A milícia palestina não confirmou a morte de Mansi.
A chanceler israelense, Tzipi Livni, recusou-se a estabelecer prazos para o fim da operação militar contra a faixa de Gaza.
Aviões de Israel lançaram folhetos alertando a população da região sobre uma escalada nos ataques.

Israel e o Hamas rejeitaram a proposta de cessar-fogo do Conselho de Segurança da ONU e mantiveram os ataques mútuos na faixa de Gaza pelo 15º dia.
O líder do Hamas em exílio na Síria, Khaled Meshaal, afirmou que o grupo não considera um cessar-fogo enquanto o ataque a Gaza continuar. Meshaal divulgou suas condições para negociar após uma reunião ocorrida no Cairo com o governante egípcio, Hosni Mubarak, e o presidente da Autoridade Nacional Palestina, Mahmoud Abbas.

#### 11 de janeiro
Em um dos dias mais sangrentos de sua ofensiva militar na Faixa de Gaza, o exército de Israel redobrou seus bombardeios aéreos e de unidades de artilharia. O chefe dos serviços de emergência no território palestino, Moawiya Hasanien, afirmou que 38 pessoas morreram e pelo menos 80 foram feridas nos ataques das forças israelenses, iniciados na madrugada e prosseguiam até as primeiras horas da noite. O número de mortos palestinos chegava a 901 e o de feridos, 3.695.
A aviação israelense deu início a suas operações durante a madrugada com bombardeios aéreos contra cerca de 60 alvos, entre eles uma mesquita de Rafah (sul do território palestino, na divisa com o Egito), que era utilizada pelos grupos armados, segundo o exército de Israel, supostamente para abrigar arsenal. Um dos ataques aéreos atingiu até três policiais e duas crianças dentro do território do Egito, por estilhaços de mísseis disparados pelos israelenses. Durante a tarde, a região foi novamente bombardeada, com o objetivo de destruir túneis de ligação com o lado egípcio, que os grupos armados utilizam para guardar armas, munição e elementos para seus foguetes. Foi também bombardeada a casa de Ahmed Yabri, líder das Brigadas de Ezedín Al-Kasam (braço armado do Hamas), que como o resto dos líderes do movimento islâmico passaram para a clandestinidade ao ter início a ofensiva israelense. Outros alvos foram os ministérios da Cultura e de Assuntos para as Mulheres, que foram destruídos.
As forças israelenses mataram cinco civis no disparo de um tanque contra duas casas em Jebalia, no norte do território palestino. Outros seis civis no bombardeio de sua casa em Beit Lahia, também no norte da Faixa de Gaza, e outros seis ainda foram mortos em outros ataque em vários pontos de Gaza. Testemunhas disseram que crianças foram mortas em ataques no bairro de Tal el-Hawa, na capital de Gaza. O bairro de Sheij Aylin, também na periferia da cidade, foi cenário de um violento combate terrestre, quando milicianos do Hamas e de outros grupos armados enfrentaram tropas israelenses de infantaria que entraram na área. Após a retirada dos soldados israelenses, que receberam o apoio de uma coluna de veículos blindados, as ambulâncias recolheram das ruas os corpos de 12 combatentes palestinos.
O primeiro-ministro Ehud Olmert disse que Israel obteve "conquistas impressionantes na operação contra a organização terrorista, mas é necessário mais paciência, determinação e valentia para alcançar a meta de mudar a realidade de segurança no sul de Israel", acrescentando que as forças do país não devem "desperdiçar no último minuto o esforço nacional sem precedentes de restaurar o espírito de unidade do povo de Israel. Os israelenses, principalmente os do sul, devem ter a paciência e a vontade para isso".

#### 12 de janeiro

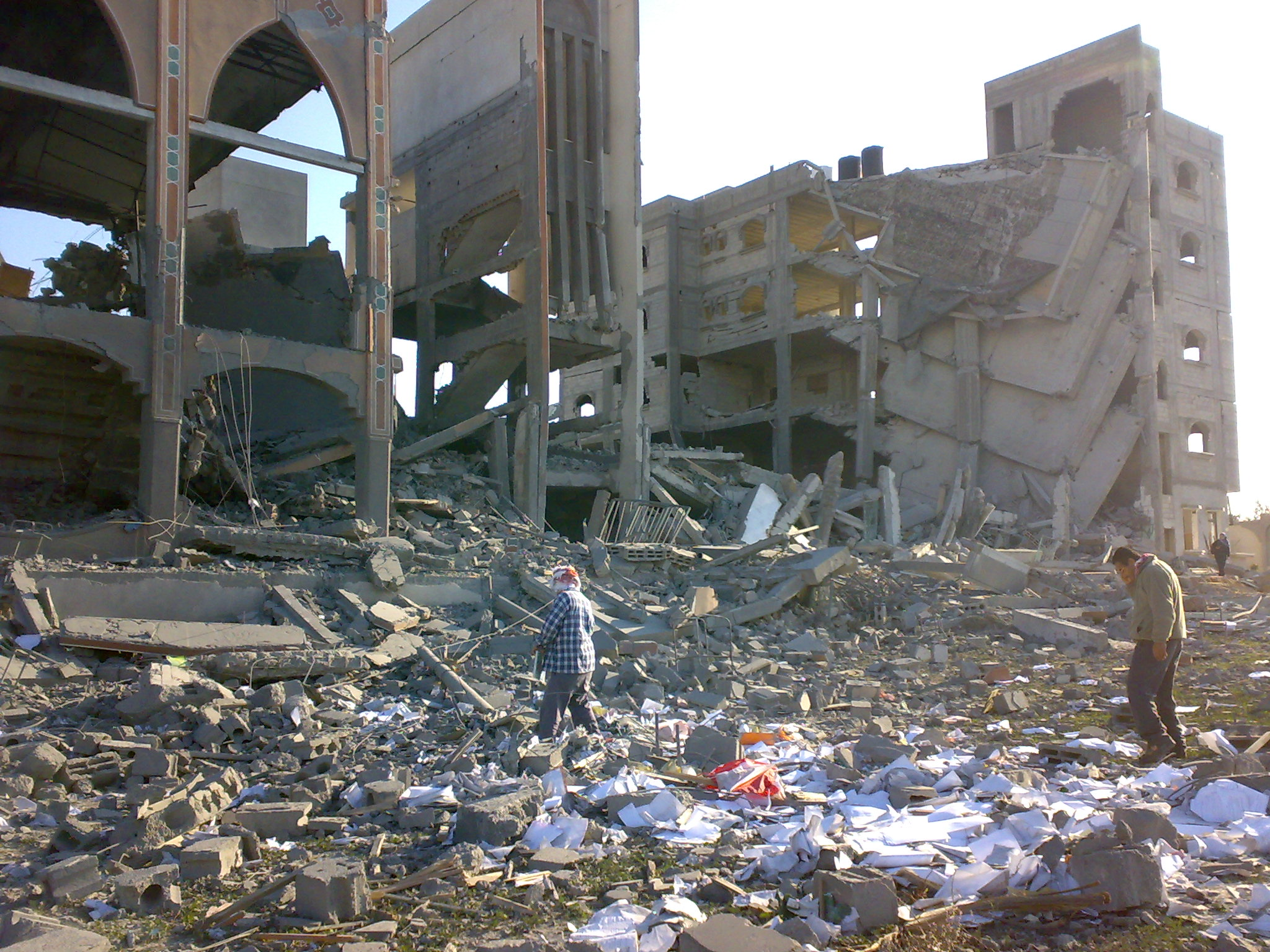
Destruição de abrigo para refugiados, orfanato e mesquita em Rafah, 12 de janeiro de 2009

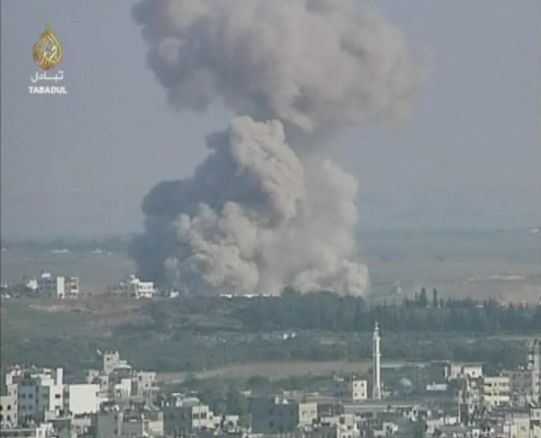
Explosão causada por ataque aéreo israelense em Gaza, 12 de janeiro de 2009

O Exército de Israel confirmou ter realizado 12 ataques aéreos contra a Faixa de Gaza no no 17º dia de ofensiva militar no território palestino. O país também enviou unidades de reservistas para o território palestino para ampliar operações em áreas urbanas. Sob condição de anonimato, diplomatas ocidentais disseram que planos militares de Israel para a Faixa de Gaza incluíam a opção de voltar a tomar a pequena porção de terra que separa o enclave costeiro do Egito para impedir que o Hamas se rearmasse no futuro.
O Comitê Internacional da Cruz Vermelha alertou que muitos civis palestinos estão na encruzilhada entre residências incapazes de servir de abrigo e a falta de alternativas para se refugiar.

#### 13 de janeiro

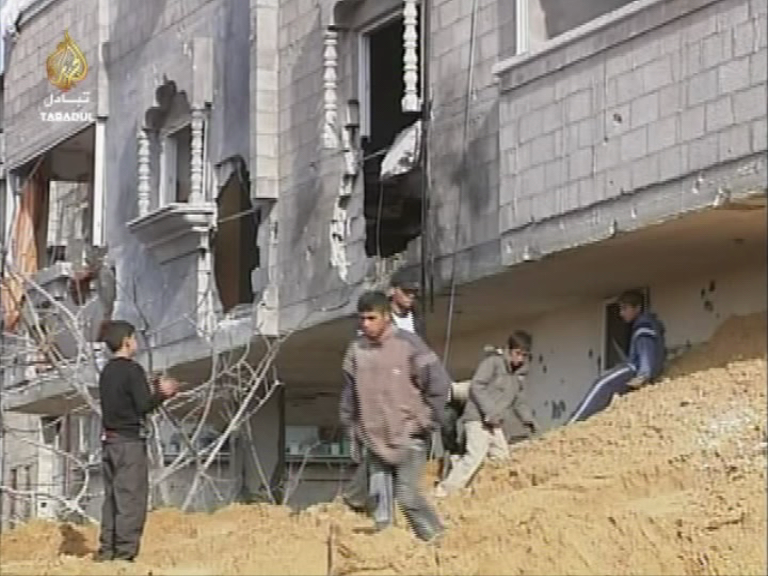
Palestinos em um bairro da cidade de Gaza, no 18º dia da ofensiva militar israelense (Fonte: Al Jazeera English)

Os soldados israelenses iniciaram as ações militares nos subúrbios da Cidade de Gaza. Aumentavam as suspeitas de que Israel estaria utilizando armas ilegais em seus ataques, como bombas de fósforo branco e Dime. A Human Rights Watch já havia acusado Israel de usar munições contendo fósforo branco. Marc Garlasco, analista militar da organização, disse em entrevista a Al Jazeera que ativistas do grupo de direitos humanos passaram "por unidades de artilharia israelenses que tinham munição de fósforo branco com os detonadores instalados" e que "claramente, eles (Forças de Defesa de Israel) estão usando fósforo branco, pelas explosões, com tentáculos que descem, e pelas chamas que continuam queimando".
Deste vez, em entrevista para jornal norueguês "Aftenposten", as médicas noruegueses Erik Fosse e Mads Gilbert, que passaram 11 dias trabalhando em um hospital da Faixa de Gaza, acusaram o Exército de Israel de usar em seus ataques um explosivo de tipo experimental conhecido como Dime (Dense Inert Metal Explosive).
Os Estados Unidos foram obrigados a cancelar o embarque de munições para Israel a partir de um porto na Grécia, por causa de um veto do governo grego. Segundo um porta-voz do Pentágono, a Grécia "tinha alguma objeção ao desembarque daquele carregamento em seu país".
O ministro da defesa Ehud Barak afirmou que as forças militares continuarão sua campanha contra o Hamas na Faixa de Gaza independente dos esforços diplomáticos por um cessar-fogo. Já a chanceler Tzipi Livni declarou que a ofensiva no território também é de interesse do povo palestino.
Presidente do partido de extrema-direita Beiteinu, o deputado israelense Avigdor Lieberman pregou o uso de armas nucleares na ofensiva militar em Gaza, alegando que Israel precisa "combater o Hamas como os Estados Unidos fizeram com os japoneses na Segunda Guerra Mundial", que por terem usado bombas atômicas, "tornaram desnecessária a ocupação do Japão".

#### 14 de janeiro
No 19º dia da ofensiva militar israelense na Faixa de Gaza, um ataque aéreo atingiu um cemitério situado no bairro de Sheik Raduan, na cidade de Gaza, onde pulverizou cadáveres recentemente enterrados, além de túneis clandestinos que seriam supostamente usados para o contrabando de armas. Cerca de 30 tumbas do cemitério Sheik Radwan foram destruídas. Além do cemitério, aviões e helicópteros israelenses atacaram durante a noite, segundo os militares, 60 alvos, incluindo um posto policial, plataformas de lançamento de foguetes, arsenais e mais de 30 túneis.
Três mísseis foram disparados do território libanês contra a região norte de Israel, mas atigiram campo aberto. As artilharia israelense respondeu aos ataques com projéteis. A milícia Hezbollah negou qualquer envolvimento no ataque, que espalhou pânico em ambos os lados da fronteira. Um funcionário das forças de segurança libanesas afirmou que os projéteis foram lançados em direção à Israel a partir de Habaniyeh, na região fronteiriça. Uma semana antes, três foguetes foram disparados do Líbano e atingiram o norte do país de Israel, ferindo levemente dois israelenses.

#### 15 de janeiro
No dia em que a ofensiva militar israelense na Faixa de Gaza completou 20 dias, um bombardeio atingiu o prédio da Agência de Ajuda aos Refugiados Palestinos (UNRWA), da ONU, na cidade de Gaza, deixando três pessoas feridas. O incêndio causado pelo ataque destruiu toneladas de alimentos em ajuda humanitária. O premiê israelense Ehud Olmert defendeu a ação e alegou que militantes do Hamas disparavam de dentro do prédio. Já o ministro de Defesa Ehud Barak afirmou que o ataque foi um "grave erro".
O complexo da ONU bombardeado era usado como abrigo por centenas de pessoas que fugiram de suas casas durante a ofensiva israelense. Além da agência da ONU, o local abriga outros escritórios da entidade, uma escola e também centros de operações de vários meios de comunicação árabes e ocidentais. Entre eles as redes de televisão estadunidense Fox News, a britânica Sky News e a luxemburguesa RTL, além de sediar a agência de notícias Reuters e as redes árabes Al Arabiya e MBC. Dois cinegrafistas de uma TV de Abu Dhabi ficou ferido. O subsecretario-geral de assuntos humanitários da ONU, John Holmes, disse que há indícios de utilização de bombas de fósforo branco em um galpão atingido pelo ataque israelense.
O hospital do Crescente Vermelho Palestino, na cidade de Gaza, também foi alvo de bombardeios do Exército israelense. Segundo fontes da entidade de ajuda médica, a farmácia do hospital e o segundo andar de um edifício que abriga vários escritórios administrativos no bairro de Tel Hawa ficaram em chamas, em consequência dos bombardeios.
As Forças de Defesa de Israel realizaram cerca de 70 ataques ao longo do dia. Um deles matou Said Siam, ministro do Interior do governo do Hamas e também comandante de milhares de agentes de segurança do grupo. O dirigente foi morto enquanto se escondia na casa do irmão, na cidade de Gaza. Said Siam é o mais alto dirigente do Hamas morto desde o início da ofensiva militar. Ele já havia escapado de pelo menos quatro tentativas de assassinato nos últimos anos.
Por sua vez, integrantes do Hamas disseram à representantes do Egito que aceitariam um cessar-fogo renovável de um ano se o governo de Israel retirasse suas forças em uma semana e reabrisse os enclaves fronteiriços imediatamente. O Egito apresentaria a posição do grupo à Israel para ser avaliada pelo país, que teria exigido que o Hamas cessasse os lançamentos de foguetes contra o sul israelense e pedia garantias internacionais de que o contrabando de armas pelos túneis na fronteira com Egito acabasse.
Segundo a polícia israelense, militantes do grupo palestino lançaram 20 foguetes a partir da Faixa de Gaza, que deixaram dez feridos no sul israelense. Cinco dos feridos estavam em um carro atingido na cidade de Bersebá.
Em 20 dias da ofensiva, os ataques israelenses mataram mais de mil palestinos e feriram mais de 4.000 - segundo fontes médicas palestinas, 40% dos mortos são civis, enquanto que para fontes militares israelenses, 75% são militantes do Hamas. Do lado israelense, 13 foram mortos, sendo três civis.
Segundo economistas palestinos, a ofensiva israelense provocou pelo menos US$ 1,4 bilhão em danos causados em construções, estradas, sistema de saneamento, linhas de eletricidade, além de outras infraestruturas no território palestino, e apontam que a reconstrução da região pode levar mais de cinco anos.
Uma nova pesquisa mostrou apoio de 78% da população de Israel à ofensiva militar na Faixa de Gaza - número semelhante à porcentagem de judeus na população do país (enquanto quase 20% dos israelenses são árabes, que se identificam com os palestinos e se opõem à ação militar. No país, as vozes na opinião pública contra a guerra são raras e solitárias. O jornalista Gideon Levy, do jornal Haaretz, o mais influente de Israel para o exterior, tornou-se um símbolo dessa resistência, e vem recebendo críticas até de veteranos pacifistas, como o escritor A. B. Yehoshua.

#### 16 de janeiro
As forças de Israel diminuíram o ritmo de ataques. Segundo estas fontes, mais de 1.100 palestinos foram mortos em três semanas de ataques na Faixa de Gaza.
Militantes palestinos dispararam 15 foguetes em direção ao sul de Israel, deixando feridos cinco israelenses.
A pedido da chanceler israelense Tzipi Livni, o governo dos Estados Unidos - maior aliado de Israel - prometeu ajuda no combate ao tráfico de armas na fronteira entre a Faixa de Gaza e o Egito. Livni afirmou que a ofensiva militar israelense contra o grupo islâmico Hamas na Faixa de Gaza "não está contra o processo de paz" no Oriente Médio, mas a favor.

#### 17 de janeiro

Vítimas (nota; não se faz distinção entre civis e combatentes)

Horas antes de uma reunião do gabinete de segurança de Israel para decidir sobre uma suspensão dos ataques à Faixa de Gaza, a aviação israelense realizou mais de 50 bombardeios aéreos sobre a Faixa de Gaza. Um destes ataques atingiu uma escola da Organização das Nações Unidas, em Beit Lahiya, deixando dois garotos mortos e 14 feridos, incluindo a mãe de um dos garotos. O colégio é comandado pela UNRWA (agência para os refugiados palestinos). John Ging, coordenador da UNRWA pediu uma investigação sobre se Israel havia infringido leis de guerra internacionais e disse que os dois meninos eram indiscutivelmente inocentes. O porta-voz da ONU, Chris Gunness, afirmou que Israel tinha as coordenadas da escola e sabia que o local estava sendo usado como abrigo. Ele afirmou que deve haver uma investigação sobre crimes de guerra no episódio e que os culpados devem ser julgados pela Justiça. O porta-voz da chancelaria israelense rechaçou à ONU e afirmou que "essas alegações de crimes de guerra não estão embasadas em qualquer tipo de prova".
O primeiro-ministro israelense Ehud Olmert anunciou uma trégua unilateral a partir da madrugada do dia seguinte. Fontes do governo de Israel disseram que o cessar-fogo não envolve o Hamas.

#### 18 de janeiro
A trégua unilateral israelense durou poucas horas. O Exército de Israel entrou em confronto com militantes do Hamas e que deixou ao menos um palestino morto. Horas depois, o Exército de Israel iniciou a retirada parcial de suas tropas da cidade de Gaza e seus arredores.
O movimento Hamas também anunciou um cessar-fogo imediato na Faixa de Gaza de seus militantes e grupos aliados. O representante do grupo, Ayman Taha, afirmou que a trégua valerá por uma semana para que os israelenses possam retirar suas tropas da região. Em declaração transmitida pela TV, o chefe de governo do Hamas na Faixa de Gaza, Ismail Haniyeh, afirmou que o povo palestino conseguiu "uma grande vitória" contra Israel.
Equipes médicas aproveitaram uma "pausa humanitária" de quatro horas para retirar 23 corpos palestinos dos escombros no bairro de Tel Al Hawa, na zona sudoeste da cidade de Gaza. O médico argelino Mohammed Abed Khoudimi, responsável do serviço de emergência do Hospital Shifa, o maior da Faixa de Gaza, afirmou que nunca tinha visto uma "carnificina" semelhante e acusou o Exército de Israel de utilizar armas químicas em seus ataques.

#### 19 de janeiro
O Exército de Israel declarou que retiraria suas tropas da Faixa de Gaza até a posse de Barack Obama na presidência dos Estados Unidos da América, no dia 20 de janeiro. Também foi autorizada a entrada de quase 200 caminhões com ajuda humanitária na Faixa de Gaza, além do fornecimento de 400 mil litros de combustível, um dia depois da instauração de um cessar-fogo na região.
Um líder militar do Hamas, Abu Ubaida, prometeu que o grupo islâmico vai se rearmar.
A ONU (Organização das Nações Unidas) divulgou uma estimativa de que cerca de 50,8 mil pessoas ficaram sem casa na faixa de Gaza devido à ofensiva israelense das últimas três semanas. De acordo com a estimativa, outras 400 mil pessoas estariam sem acesso a água encanada.
Uma delegação da Anistia Internacional afirmou ter encontrado provas que demonstram o uso "indiscriminado" de bombas de fósforo branco por parte do Exército de Israel na ofensiva na Faixa de Gaza, o que qualificou de "crime de guerra" Segundo a entidade de defesa dos direitos humanos, as provas encontradas incluíam cunhas e restos de projéteis espalhados por prédios residenciais, muitos dos quais foram incendiados no último dia de confronto no território palestino. Um dos lugares mais afetados pelo uso da substância foi a escola que a Organização das Nações Unidas mantinha aberta e que foi atingida por três projéteis que continham fósforo branco em 15 de janeiro - que causaram um grande incêndio que destruiu toneladas de ajuda humanitária. No mesmo dia, outro projétil com fósforo branco atingiu um hospital da região e causou um segundo incêndio que obrigou à evacuação dos pacientes."Esta arma foi usada em bairros residenciais densamente povoados de forma indiscriminada".

#### 20 de janeiro
Fontes militares israelenses, segundo o jornal local Maariv, admitiram ter usado bombas de fósforo branco -consideradas ilegais pelas leis internacionais de guerra- em confrontos com os militantes do Hamas, na Faixa de Gaza. O governo israelense também prometeu realizar uma investigação sobre os bombardeios em massa contra zonas habitadas na Faixa de Gaza e afirmou estar reunindo provas - entre fotos aéreas e documentos filmados por soldados em campo equipados com câmaras de vídeo, durante os combates - para demonstrar que seus objetivos eram unicamente militares.
Israel reabriu três passagens de fronteira para permitir a entrada de artigos de primeira necessidade no território. Os palestinos começaram a sair de seus esconderijos e abrigos, chocados com o alto número de mortes.
A administração da Autoridade Nacional Palestina divulgou balanço de que ao menos 1.300 pessoas morreram e outras 5.400 ficaram feridas nos 22 dias de conflito entre Israel e o Hamas. No mesmo período, 13 israelenses morreram, quatro atingidos por foguetes lançados por militantes do Hamas contra o sul de Israel, sendo três civis e dez soldados mortos em ação. Israel afirmou ter matado mais de 500 ativistas do Hamas durante a ofensiva, enquanto que o grupo palestino anunciou 48 baixas de militantes. O Hamas disse que 5.000 casas, 16 prédios do governo e 20 mesquitas foram destruídas. Outras 20 mil casas também foram danificadas.